# Lothar Ring
Lothar Ring, Pseudonyme: Rudolf Marschall, Ernst N., E. Schäffer und O. Hertwich (* 15. November 1882 in Wien, Österreich-Ungarn; † 13. Juli 1974 in Baden bei Wien) war ein österreichischer Journalist und Schriftsteller.

## Leben
Der gebürtige Wiener Lothar Ring wandte sich nach abgelegter Matura dem Studium der Rechtswissenschaften an der Universität Wien zu, das er 1906 mit dem Erwerb des akademischen Grades eines Dr. iur. abschloss. Lothar Ring war in der Folge im österreichischen Staatsdienst tätig. Zusätzlich wirkte er von 1915 bis 1938 als Theaterkritiker für die „Österreichische Volkszeitung“. In den Jahren 1936 und 1937 hatte er das Präsidentenamt des Verbandes deutscher Journalisten und Schriftsteller inne.
1938 emigrierte Lothar Ring und lebte fortan in der Schweiz sowie in Italien. 1945 kehrte er nach Wien zurück. Lothar Ring verstarb 1974 hochbetagt in Baden bei Wien und wurde am Wiener Zentralfriedhof bestattet.
Das schriftstellerische Werk Lothar Rings umfasst Dramen, Romane sowie Hörspiele.

## Werke (Auswahl)
- Das lächelnde Bildnis : Ein Akt aus dem Cinquecento, Wallishausser, Wien, 1918
- Ewiges Lied : Ein Schubert-Roman, Jörgl, Klagenfurt, 1947
- Mit Friedrich Alfons Leitenberger: Der göttliche Leo: Ein Volksbuch über Leo Slezak, K. Klebert, Wien, 1948
- Das Mädchen mit den Onyxaugen : Roman aus der Filmwelt, Hönig, Wien, 1950
- Zwei Schwestern : Der spannende Gesellschaftsroman voll Liebe, Hass und Leidenschaft, Hönig, Wien, 1950
- Sibylle und ihre Freier, Rhenania Druck- und Verlags-GmbH, Koblenz, 1952
- Ein Glücksmädel : Roman, Editions de la Coupole, Strasbourg, 1954